# Łużki (obwód iwanofrankowski)
Łużki  (ukr. Лужки) – wieś na Ukrainie, w  obwodzie iwanofrankiwskim, w rejonie dolińskim.